# Rozejm w Łęczycy
Rozejm w Łęczycy – rozejm zawarty 15 grudnia 1433 r. w Łęczycy pomiędzy Polską a zakonem krzyżackim, kończący wojnę z Krzyżakami w latach 1431–1435 w Koronie. Działania wojenne na Litwie trwały do pokoju w Brześciu Kujawskim w 1435.
Był to kolejny rozejm z Zakonem – poprzedni zawarto w 1431 na okres dwóch lat w Czartorysku.

## Rokowania
Po nieskutecznych rokowaniach w Brześciu pełnomocnicy krzyżaccy (2 komturów, 2 rycerzy, 3 burmistrzów), zagrożeni polskimi przygotowaniami do kampanii zimowej i buntem własnych poddanych, zgodzili się na przedstawione w Łęczycy warunki.

## Postanowienia
Poszczególne punkty rozejmu:
1. Zostaje zawarty rozejm na 12 lat od najbliższych świąt Bożego Narodzenia pomiędzy królem polskim, Władysławem Jagiełłą, wielkim księciem litewskim, Zygmuntem Kiejstutowiczem, książętami mazowieckimi Siemowitem V, Kazimierzem, Władysławem, Bolesławem i księciem słupskim Bogusławem a Krzyżakami (wielki mistrz Paul von Rusdorf, mistrz inflancki Cysse von Rutenberg, mistrz niemiecki Eberhard von Saunsheim)  oraz ich sprzymierzeńcami.  
2. Komisarze obu stron zjadą się w Słońsku w dzień Narodzenia Maryi Panny roku następnego, aby niniejszego rozejm przekształcić na pokój wieczysty.
3. Do czasu nastania pokoju zostanie zachowane status quo: Polska utrzyma zajęte Arenswald (Choszczno) i zwierzchność nad dobrami panów Wedel i Falkenberg, Murzynów, Orłów i Nowa Wieś (Nowa Marchia), a Zakon Nieszawę (zamek Dybów) i bieg Wisły (przewóz przez Wisłę pod Toruniem).
4. Wszystkie zamki popalone przez Polaków pozostaną w pewnym rodzaju neutralności, dopóki rozejm trwać będzie i nie mogą być obwarowane przez żadną ze stron.
5. Granice między posiadłościami Zakonu a książąt mazowieckich i księcia stolpeńskiego (słupskiego) pozostaną przez czas rozejmu w takim stanie, w jakim znajdowały się przed wojną.
6. i 7. Wielki mistrz zapewnia arcybiskupowi gnieźnieńskiemu i innym duchownym Królestwa korzystanie z dóbr, jakie posiadali w granicach Zakonu, jak było przed wojną.
8. Zakon zrzecze się przymierza zawartego ze Świdrygiełłą i obiecuje nie wspierać go więcej. Obie strony zgodziły się wzajemnie wydać sobie kopie traktatów zawartych wcześniej ze Świdrygiełłą, co miało mieć miejsce przez komisarzy, którzy mieli się spotkać w Raciążu, w wigilię Obrzezania Pańskiego.
9. Król obowiązuje się skłonić wielkiego księcia litewskiego, Zygmunta do zachowywania niniejszego rozejmu i potwierdzenia go aktem autentycznym, który król wręczy wielkiemu mistrzowi na przyszłe Boże Narodzenie-, nawzajem wielki mistrz zobowiązał się wręczyć królowi w tejże porze podobny akt ze strony mistrza inflanckiego. Artykuł 11 ściągał się do złoczyńców, którzy by się schronili do krajów mocarstw zawierających rozejm.
11. Współpraca w ściganiu złoczyńców.
12. Zapewnienie o nieudzielaniu schronienia nieprzyjaciołom drugiej strony.
13. Zasady postępowania w razie złamania postanowień rozejmu przez poddanych obu stron.
14.-17. Wolność handlu i podatków.
18. Pozostawienie na czas rozejmu mostu wzniesionego na Drwęcy w okolicach Okczeth.
19. Wielki mistrza ma albo znieść tamę przy młynie Lubicz raz z tymże młynem, albo odstąpić połowę dochodów z młyna królowi na czas rozejmu, pod warunkiem, że ten zapłaci połowę kosztów budowy.
20. Zapewnienie o przestrzeganiu traktatu i niezrywaniu go nawet wobec nacisków papieża, cesarza, jakiegokolwiek króla, jakiegokolwiek zgromadzenia.
21. Król i wielki mistrz zobowiązali się wydać swoim poddanym swoim listy, w których nie tylko pozwalali, ale nawet rozkazywali im nie być posłusznymi, jeśliby oni zerwać chcieli niniejszy rozejm, zawarty w Łęczycy, we wtorek po świętej Łucji, to jest dnia 15 grudnia roku 1433.

## Następstwa
Postanowienia traktatu pozbawiały Zakon opieki zewnętrznej i było wielkim sukcesem strony polskiej. Cesarz Zygmunt oburzył się na traktat i próbował namówić wielkiego mistrza do jego zerwania i dalszego wspierania Świdrygiełły przeciwko Polakom i husytom. Działania zbrojne na Litwie prowadzili jednak wciąż bracia inflanccy, ośmieleni także śmiercią Jagiełły.  Po klęsce pod Wiłkomierzem (1435) Krzyżacy wycofali się z sojuszu ze Świdrygiełłą i podpisali pokój w Brześciu Kujawskim.